# Моисеева, Клара Моисеевна
Клара Моисеевна Моисеева (настоящая фамилия Кацнельсон; 9 февраля 1910, Цюрих, Швейцария — 2001, Москва) —  русская советская писательница, журналистка.

## Биография
Родилась в Швейцарии, в детстве жила на Украине, с 1922 года в Москве. Окончив в 1927 году школу, поступила в заочный педагогический институт (на литературное отделение), работая при этом на Первом шарикоподшипниковом заводе, а затем на Электрозаводе.
С 1937 года — журналист хабаровской газеты «Тихоокеанская звезда», во время войны корреспондент Дальневосточного отделения ТАСС. После войны печаталась в журналах «Огонёк», «Смена», «Советская женщина». В 1953 году опубликовала первую повесть («В древнем царстве Урарту»).
Член Союза писателей СССР (1965).
Моисеевой принадлежит целый ряд исторических повестей для детей среднего и старшего возраста, рассказывающих о различных странах и культурах Древнего мира. Как отмечает специалист Российской государственной детской библиотеки Алексей Копейкин,

без произведений Клары Моисеевой, иные из которых появились на свет десятки лет назад, невозможно представить ни один современный библиографический список по истории или археологии. Секрет не только в том, что писательница зачастую рассказывала о вещах, которые никто другой так и не удосужился изложить популярно, а тем более, беллетризовать, но и в том, что позднейшие книги и авторы попросту уступают Моисеевой как в занимательности и доступности, так и в знании материала. Кое в чём её исторические повести, разумеется, устарели, однако остались актуальными в главном: в чувстве исторического времени и способности заразить читателей своей увлечённостью событиями прошлого.

Объемность географического пространства и глубина временного среза требует всесторонней эрудиции от писателя, и тут Моисеевой помогла многогранность ее эстетических интересов и кропотливость в творческом поиске. 

Проживала в писательском доме: Красноармейская улица, д. 27

## Сочинения
- В древнем царстве Урарту: Историческая повесть. — М.; Л., 1953.
- Тайна горы Муг. — М., 1958.
- Звезды мудрого Бируни: Историческая повесть. — М., 1963.
- Меч Зарины: Историческая повесть. — М., 1965.
- Дочь Эхнатона. — М., 1967 (Школьная библиотека).
- Люди ищут забытое царство. — М., 1967.
- В Помпеях был праздник: Историческая повесть. — М., 1972.
- Караван идет в Пальмиру: Историческая повесть. — М., 1977.
- Исторические повести. — М., 1981.
- Осень Овидия Назона: Историческая повесть. — М., 1983.
- Учись, Сингамиль!: Историческая повесть. — М., 1988.